# Mrs. Columbo
Mrs. Columbo, successivamente Kate Columbo, Kate The Detective ed infine Kate Loves A Mystery, è una serie televisiva statunitense creata da William Link e Richard Levinson per la NBC, trasmessa dal 1979 al 1980, per la durata di due stagioni. La serie è stata fortemente voluta dall'allora presidente del network Fred Silverman.

## Trama
La serie segue le vicende di Kate Columbo, moglie del famoso tenente Colombo, una reporter che si diletta nella risoluzione dei crimini mentre cerca di crescere la sua piccola figlia.

## Personaggi e interpreti
- Kate Callahan Columbo, interpretata da Kate Mulgrew
- Josh Alden, interpretato da Josh Alden
- Jenny Columbo, interpretata da Lili Haydn
- Mike Varrick (stagione 2), interpretato da Don Stroud

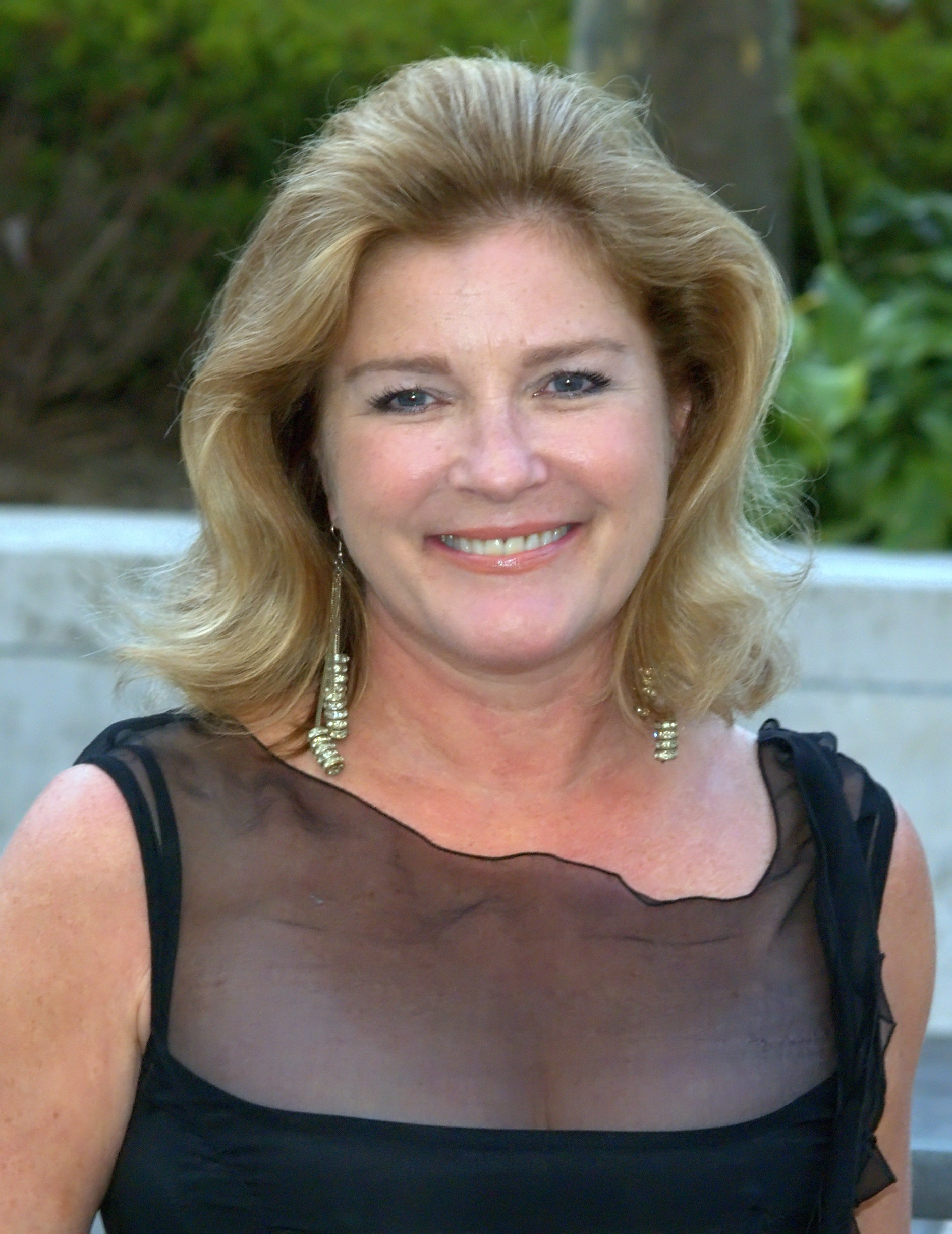
Kate Mulgrew interpreta Kate Callahan Columbo

## Episodi
| Stagione         | Episodi | Prima TV USA |
| ---------------- | ------- | ------------ |
| Prima stagione   | 5       | 1979         |
| Seconda stagione | 8       | 1979-1980    |

## Produzione
Fortemente voluta dall'allora presidente del network Fred Silverman, nel 1979 la serie vede la luce con il titolo di Mrs. Columbo, anche se ha cambiato spesso titolo (Kate Columbo e  Kate the Detective). Dopo una prima stagione deludente in termini di ascolti, a partire dalla seconda stagione il titolo cambia nuovamente, questa volta in Kate Loves A Mystery.
Nonostante la serie nasca come spin-off di Colombo, nel corso della seconda stagione ogni riferimento al detective è stato eliminato.